# Philippe d'Artois (1358-1397)

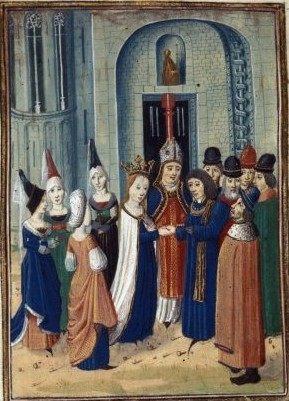
Philippe et Marie

Pour les articles homonymes, voir Philippe d'Artois et Artois (homonymie).

## Biographie
Philippe d'Artois, né en 1358, est mort à Mihalıççık (Anatolie), le 16 juin 1397. Comte d'Eu, pair et connétable de France, il est le fils de Jean d'Artois, comte d'Eu, et d'Isabelle de Melun (morte en 1389), et petit-fils de Robert III d'Artois.
Participant à la campagne de Flandre, il se signala aux prises de Bergues et de Bourbourg (1383). 
En 1386, dans l'affaire Carrouges-le Gris, il est nommé "plège" (ou second) du parti de Jacques Le Gris.
Il partit en pèlerinage en  Terre sainte, mais fut arrêté à Damas par les Turcs en janvier 1389, sur ordre du sultan d'Égypte. Sur le chemin de ce pays, il rencontre Jean II Le Meingre, dit Boucicaut, qui n'hésite pas à se faire intégrer dans sa suite. Ensemble, ils passent quatre mois de captivité au Caire, puis libérés, visitent la Terre sainte, et sont de retour en France en octobre[réf. souhaitée]. 
Philippe accompagne Louis II de Bourbon dans son expédition en Afrique, et participe au siège de Mahdia en 1390[réf. souhaitée].
Il rendit de très grands services au roi Charles VI, qui  le fit connétable de France après la déposition d'Olivier de Clisson (1392)[réf. souhaitée].
Il suivit Jean de Bourgogne dans sa croisade menée contre le sultan Bajazet. Il se trouva au siège de Nicopolis mais son imprudence fut la cause de la défaite (1396). Fait prisonnier, il tomba malade et mourut en Anatolie[réf. souhaitée].
Son gisant se trouve dans la crypte de la Collégiale Notre-Dame-et-Saint-Laurent d'Eu, à côté de celui de son fils, également prénommé Philippe, mort en bas âge, qui porta très éphémèrement le titre de comte d'Eu à la mort de son père, et qui a à ses pieds un lion, symbole de puissance.

## Mariage et descendance
Il épousa Marie de Berry (1375 † 1434), fille de Jean de France, duc de Berry, et de Jeanne d'Armagnac, et eut :
- Charles (1394-1471), comte d'Eu ;
- Philippe (1394-1397), inhumé à côté de son père, dans la Collégiale Notre-Dame-et-Saint-Laurent d'Eu ;
- Bonne (1396-1425), mariée avec Philippe de Bourgogne, comte de Nevers et de Rethel, puis avec Philippe III le Bon, duc de Bourgogne
- Catherine (1397-1420), mariée à Jean de Bourbon, seigneur de Carency.

## Pour approfondir

### Pages connexes
- Comté d'Eu
- Liste des comtes d'Eu
- Maison capétienne d'Artois
- Collégiale Notre Dame et Saint Laurent d'Eu